# Dan Rather
Daniel Irvin Rather Jr. (Texas, 1931. október 31.–) amerikai újságíró, egykori országos esti hírműsorvezető. 
Rather Texasban kezdte pályafutását, országos hírnévre azután tett szert, hogy tudósításai több ezer ember életét mentették meg a Carla hurrikán idején, 1961 szeptemberében. Rather spontán létrehozta az első radartechnikai időjárás-jelentést, amikor egy átlátszó térképet helyezett a Carla hurrikán radarképére. Első országos adásában segített 350 000 ember sikeres evakuálását megkezdeni.
Rather 1963 novemberében Dallasból jelentett a Kennedy elnök elleni merénylet idején. Tudósításai alapján előléptették a CBS Newsnál, ahol 1964-től a Fehér Ház tudósítójaként dolgozott. A következő két évben Londonban és Vietnámban volt külföldi tudósító, majd visszatért a Fehér Ház tudósítói pozíciójába. Tudósított Richard Nixon elnökségéről, beleértve Nixon kínai útját, a Watergate-botrányt és az elnök lemondását.
1981-ben Rathert a CBS esti híradójának műsorvezetőjévé léptették elő, és ezt a szerepet 24 éven át töltötte be. Az ABC Newsnál Peter Jennings és az NBC Newsnál Tom Brokaw mellett ő volt az 1980-as évektől a 2000-es évek elejéig a "Nagy Hármas" esti hírműsorvezetők egyike az Egyesült Államokban. Gyakran közreműködött a CBS heti hírmagazinjában, a 60 Minutes-ben.
Rather 2005-ben hagyta el a műsorvezetői pultot a Killian-dokumentumokkal kapcsolatos vitát követően, amelyben nem hitelesített dokumentumokat mutatott be egy híradóban George W. Bush elnök vietnami háború idején a Nemzeti Gárdában töltött szolgálatáról. A CBS-nél 2006-ig dolgozott, amíg hirtelen ki nem rúgták.
2007 szeptemberében Rather 70 millió dolláros pert indított a CBS és annak korábbi anyavállalata, a Viacom ellen. Rather azzal vádolta a csatornát, illetve annak tulajdonosi körét és vezetőségét, hogy "bűnbakot" csináltak belőle a Killian-sztoriban. Egy New York állambeli közbenső fellebbviteli bíróság 2009 szeptemberében elutasította a panaszt, a New York-i másodfokú bíróság pedig 2010 januárjában elutasította a per újbóli tárgyalását.
Az AXS TV csatornán (akkori nevén HDNet) 2006 és 2013 között a Dan Rather Reports, egy 60 Minutes stílusú oknyomozó hírműsor házigazdája volt. Az AXS TV számos más projektnek is házigazdája, köztük a Dan Rather Presents című műsornak, amely olyan széles körű témákról készít mélyreható riportokat, mint a mentális egészségügy vagy az örökbefogadás, valamint a The Big Interview with Dan Rather című műsornak, amiben hosszú interjúkat készít zenészekkel és más szórakoztató művészekkel. 2018 januárjában kezdte el vezetni a The News with Dan Rather című online hírműsort a The Young Turks YouTube-csatornáján.

## Élete
Daniel Irvin Rather Jr. 1931. október 31-én született a texasi Wharton megyében, az idősebb Daniel Irvin Rather árokásó és csőmunkás, valamint Byrl Veda Page fiaként. Ratherék Houstonba költöztek, amikor Dan még gyerek volt, ahol a Lovett Általános Iskolába és a Hamilton Középiskolába járt. 1950-ben érettségizett a houstoni John H. Reagan Középiskolában. 
1953-ban Rather újságírásból szerzett alapdiplomát a Sam Houston State Teachers College-ban Huntsville-ben, ahol az iskolai újság, a The Houstonian szerkesztője volt. Tagja volt a Caballerosnak, a Sigma Chi testvériség Epsilon Psi tagozatának alapító szervezetének is. Az egyetem alatt Rather a huntsville-i KSAM-FM rádiónak dolgozott, ahol a junior középiskolás, középiskolás és Sam Houston State futballmeccseket hívta. Az egyetemi diploma megszerzése után Rather rövid időre a houstoni South Texas College of Law-ra járt.
1954 januárjában Rather belépett az Egyesült Államok tengerészgyalogságába, és a San Diegó-i tengerészgyalogsági újonctáborba küldték. Hamarosan azonban leszerelték, mert kiderült, hogy gyermekkorában reumás lázban szenvedett, amit elhallgatott.

## Magánélete
Rather 1957-ben vette feleségül Jean Goebelt. Egy fiuk és egy lányuk született, New Yorkban és a texasi Austinban élnek. Lányuk, Robin környezetvédő és közösségi aktivista a texasi Austinban. Fiuk, Dan helyettes államügyész a New York-i Manhattan-i kerületi ügyészségen.

## Fordítás
- Ez a szócikk részben vagy egészben  a   Dan Rather című angol Wikipédia-szócikk fordításán alapul.  Az eredeti cikk szerkesztőit annak laptörténete sorolja fel. Ez a jelzés csupán a megfogalmazás eredetét és a szerzői jogokat jelzi, nem szolgál a cikkben szereplő információk forrásmegjelöléseként.